# Wálter Flores
Wálter Alberto Flores Condarco (Oruro, 29 de octubre de 1978) es un exfutbolista y actual entrenador boliviano. Se desempeñaba como centrocampista y su último equipo fue el Bolívar.
Flores es el único jugador boliviano que ha jugado en tres clubes centenarios de Bolivia, a saber Club Bolívar Nimbles (1908), Oruro Royal (1896) y The Strongest (1908).
Flores fue un mediocampista con fama de duro. Fue expulsado de muchos partidos, tanto con su selección como en los distintos equipos en los que militó a lo largo de su carrera.

## Trayectoria
Se formó en las divisiones inferiores del Bolívar Nimbles de Oruro, para pasar luego a jugar en el rival de toda la vida, el Oruro Royal en 1996, ambos clubes de las categorías de ascenso de la Asociación de Fútbol de Oruro.
Comenzó a jugar en Primera División, en el año 2000, en el Club San José también de su natal Oruro y del que se declaró hincha en varias entrevistas.
Luego de seis años y 140 partidos jugados en la primera de San José, fue transferido al Real Potosí. Catorce partidos parecían ser suficientes para convencer a The Strongest, que lo fichó para la temporada 2007 justamente para jugar el centenario con el equipo atigrado.
Después de dos años muy buenos en el Tigre, Flores decide incorporarse al máximo rival del gualdinegro, el Bolívar algo que causó molestia en los hinchas del Tigre.
Sería precisamente en el Club Bolívar donde Walter Flores obtendría los mayores logros de su carrera los años 2009, 2011, 2013, 2014, 2015 y 2017.
El 28 de junio de 2017 se retiró del fútbol, al lograr el Torneo Apertura 2017 con el Club Bolívar. Declarándose hincha del Bolívar, algo que causó críticas de la afición del San José, pues bien flores ya había declarado en 2004 ser hincha de San José.

## Selección nacional
Ha sido internacional con la Selección boliviana en 30 ocasiones, anotando 1 gol.
Ha anunciado su retiro de la selección tras en partido frente a Paraguay. Ya en 2012, Flores había renunciado a vestir la casaca nacional “para dar espacio a otras generaciones”, sin embargo, revirtió esa decisión a solicitud del entrenador argentino Angel Guillermo Hoyos, en agosto, cuando éste se hizo cargo de la selección altiplánica.

## Clubes

### Como jugador
| Club                 | País    | Año         |
| -------------------- | ------- | ----------- |
| Club Bolívar Nimbles | Bolivia | 1996 - 1999 |
| Oruro Royal          | Bolivia | 1996 - 1999 |
| San José             | Bolivia | 2000 - 2006 |
| Real Potosí          | Bolivia | 2006 - 2007 |
| The Strongest        | Bolivia | 2007 - 2008 |
| Bolívar              | Bolivia | 2008 - 2017 |

### Como entrenador
| Club                                     | País    | Año         |
| ---------------------------------------- | ------- | ----------- |
| Bolívar (Asistente técnico)              | Bolivia | 2017        |
| Universidad Católica (Asistente técnico) | Chile   | 2018        |
| Club Bolívar (Inferiores)                | Bolivia | 2019 - 2020 |
| Bolívar                                  | Bolivia | 2020        |
| Club Bolívar (Inferiores)                | Bolivia | 2020-2023   |
| Bolívar                                  | Bolivia | 2023        |
| Club Bolívar (Inferiores)                | Bolivia | 2024        |

## Palmarés

### Como jugador

#### Campeonatos nacionales
| Título            | Club        | País    | Año  |
| ----------------- | ----------- | ------- | ---- |
| Torneo Apertura   | Real Potosí | Bolivia | 2007 |
| Torneo Apertura   | Bolívar     | Bolivia | 2009 |
| Torneo Adecuacion | Bolívar     | Bolivia | 2011 |
| Torneo Clausura   | Bolívar     | Bolivia | 2013 |
| Torneo Apertura   | Bolívar     | Bolivia | 2014 |
| Torneo Clausura   | Bolívar     | Bolivia | 2015 |
| Torneo Apertura   | Bolívar     | Bolivia | 2017 |

### Como entrenador

#### Campeonatos nacionales
| Título          | Club    | País    | Año  |
| --------------- | ------- | ------- | ---- |
| Copa de la Liga | Bolívar | Bolivia | 2023 |

#### Campeonatos regionales
| Título           | Club    | Región | Año     |
| ---------------- | ------- | ------ | ------- |
| Categoría sub-17 | Bolívar | La Paz | 2019    |
| Categoría sub-19 | Bolívar | La Paz | 2019    |
| Categoría sub-19 | Bolívar | La Paz | 2022-II |

### Como asistente

#### Campeonatos nacionales
| Título                    | Club                 | País    | Año  |
| ------------------------- | -------------------- | ------- | ---- |
| Torneo Clausura           | Club Bolívar         | Bolivia | 2017 |
| Primera División de Chile | Universidad Católica | Chile   | 2018 |